# Русанівські сади
Руса́нівські сади́ — дачний масив на лівобережжі Дніпра, в Дніпровському районі міста Києва. Межує на сході та півночі з залізничною колією Микільська Слобідка–Почайна, на північному заході – з урочищем Горбачиха, на півдні – з Лівобережним масивом, на заході – з Русанівської протокою, від якої й походить назва.

## Історія
Дачний масив на Русанівських садах, біля заповідника Горбачиха, річки Десенки та Русанівської протоки, створений рішенням Київського міськвиконкому № 245 від 12 лютого 1957 року «Про відвод підприємствам та установам м. Києва земельних ділянок під посадку колективних садів для робітників та службовців в Дарницькому районі».
Оскільки дана місцевість часто потерпала від весняних повеней, найбільші з яких було зафіксовано у 1845, 1877, 1895, 1908, 1931 роках, жителям дачного масиву теж довелося пережити дві найбільші повені: у 1970 році (рівень води 97,4 м) та в 1979 році. Тоді багато дач на «курячих ніжках» буквально плавали, їх вікна були повністю затоплені водою. Після другої повені було вирішено спорудити захисну гідротехнічну споруду у вигляді дамби, по якій була прокладена асфальтована дорога. У 2011 році цю дорогу назвали вул. Дамбова. З того часу підтоплення в цьому районі припинилося.
Протягом кількох десятиліть, до початку ХХІ століття, Русанівські сади розвивалися стабільно, як і будь-яка дачна територія в Києві чи передмісті. Однак звичний устрій був порушений будівництвом Подільського мостового переходу. 
Згідно з рішенням від 17 лютого 2011 року, Київрада визначила 265 ділянок Русанівських садів, що будуть знесені через будівництво шляхопроводу. Потім до цього списку додали ще 12 дач.
Працівники компанії «Київавтодор» планували почати знесення перших 43 ділянок Русанівських садів у середині серпня 2011 року, потім цю подію перенесли на кінець серпня. Більшість садівників погодилися на компенсацію і на той час уже з'їхали. Ділянки йдуть не за порядком, а вибірково. У першу чергу відселення потрапили будівлі на 25-й і 26-й лініях, хоча мешканці будинків, що потрапляють під знесення в 2-й черзі (санітарна зона моста), поки не з'їжджали. Більша частина дачників із ділянок, що йдуть під знесення, погодилися переселитися в Биківню.
В лютому 2019 року будівельники знесли останній дачний будинок, що заважав будівництву Подільського мостового переходу та Подільсько-Вигурівської лінії метрополітену, і який довго не могли прибрати через постійні судові тяжби.
Подільський мостовий перехід було побудовано на місці колишніх вулиць 26-та Садова та 25-та Садова з примиканням до вул. Центральна Садова.

## Релігійне життя
19 грудня 2009 року, в день пам'яті святителя Миколая, відбулося освячення хреста на купол новозбудованого Свято-Успенського храму що на Русанівських садах м. Києва.
Свято-Успенська парафія, яку очолює священик Євгеній Зубко, збудувала на приналежній ОСТ «Русанівський масив» території типовий храм. Влітку 25 серпня 2007 року був закладений і освячений наріжний камінь, а 22 березня 2009 року відбулося освячення фундаменту майбутнього храму. Великий внесок у будівництво святині належить об'єднанню садових товариств «Русанівський масив».